# La Bastida de Sent Pèire

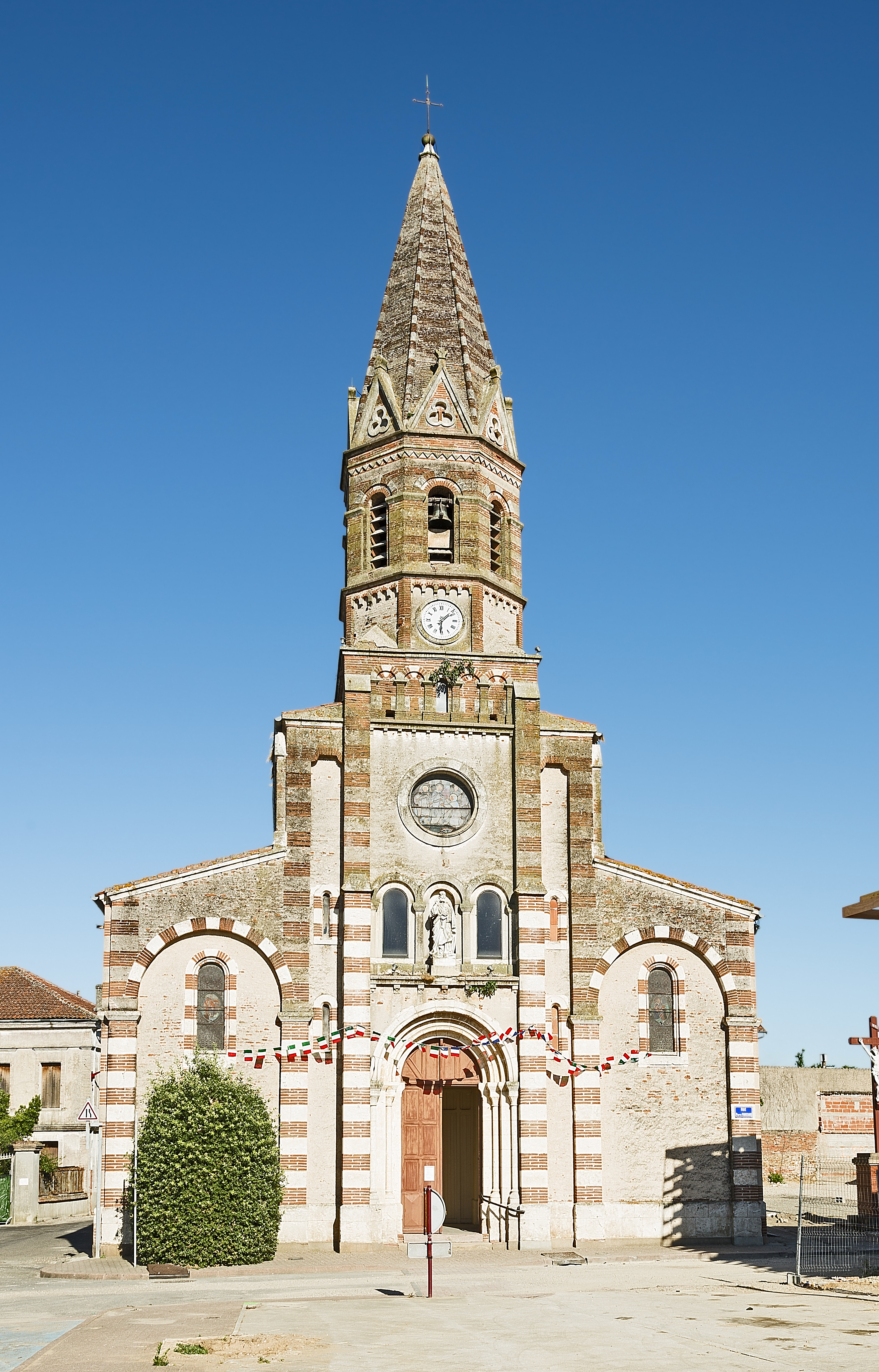
Església.

La Bastida de Sent Pèire (en francès Labastide-Saint-Pierre) és un municipi francès situat al departament de Tarn i Garona i a la regió d'Occitània.

## Demografia
| 1962                                       | 1968  | 1975  | 1982  | 1990  | 1999  | 2007  |
| ------------------------------------------ | ----- | ----- | ----- | ----- | ----- | ----- |
| 1.140                                      | 1.310 | 1.848 | 2.231 | 2.653 | 3.043 | 3.539 |
| Des de 1962: població sense dobles comptes |       |       |       |       |       |       |

## Administració
| Període   | Identitat          | Partit |
| --------- | ------------------ | ------ |
| 1994-2001 | Jean-Claude Arbeau | MRG    |
| 2001-2008 | Jean-Marc Pariente | PS     |
| 2008-     | Jérome Beq         |        |